# 에로주의 캉통
프랑스 에로주에는 총 25개의 캉통이 속해 있다. 2015년 3월 행정구역 총개편으로 인해 현재는 다음과 같이 설치되어 있다.
- 아그드
- 베지에르 1
- 베지에르 2
- 베지에르 3
- 카줄레베지에르
- 클레르몽레로
- 르크레
- 프롱티냥
- 지냐크
- 라트
- 로데브
- 뤼넬
- 모기오
- 메즈
- 몽펠리에 1
- 몽펠리에 2
- 몽펠리에 3
- 몽펠리에 4
- 몽펠리에 5
- 몽펠리에-카스텔노르레즈
- 페즈나
- 피냥
- 생젤리뒤페스크
- 생퐁드토미에르
- 세트